# Jeffery (mixtape)
Jeffery (původně nazváno No, My Name is Jeffery) je mixtape amerického rappera Young Thuga. K prodeji bylo vydáno 26. srpna 2016 u společností 300 Entertainment a Atlantic Records. Na mixtape hostují rappeři a zpěváci Gucci Mane, Young Scooter, Travis Scott, Wyclef Jean a Quavo. Výkonnými producenty mixtape jsou TM88 a Wheezy. Mixtape Jeffery se po vydání setkala s oceněním u kritiků (82 bodů ze 100 na Metacritic) a umístila se na 8. příčce žebříčku Billboard Hot 100.

## Pozadí
V červenci 2016 oznámil vydání své nové mixtape s názvem Jeffery. Název odkazuje na civilní jméno Young Thuga. CEO labelu 300 Entertainment oznámil, že Young Thug si s touto mixtape změní pseudonym na „No, My Name Is Jeffery“. Sám Young Thug nakonec však jen uvedl, že si mění pseudonym na Jeffery pouze na jeden týden, ve kterém vyjde jeho mixtape. Na obalu mixtape je Young Thug vyfocen v dámských šatech, které navrhl italský návrhář Alessandro Trincone. Fotografii pořídil fotograf Garfield Lamond. Obal mixtape se stal virálním a vyvolal vlnu kontroverze mezi fanoušky. Mixtape byla vydána 26. srpna 2016. V první týden prodeje se ji v USA prodalo 37 000 ks (8. příčka v žebříčku Billboard 200).
Písně jsou pojmenované po Young Thugových oblíbencích.

## Přijetí kritiků

### Výroční hodnocení
| Médium               | Umístění | Odkaz  |
| -------------------- | -------- | ------ |
| Complex              | 13       | [ 2 ]  |
| Consequence of Sound | 45       | [ 3 ]  |
| Entertainment Weekly | 36       | [ 4 ]  |
| Fact                 | 19       | [ 5 ]  |
| The Guardian         | 25       | [ 6 ]  |
| PopMatters           | 54       | [ 7 ]  |
| Pitchfork Media      | 21       | [ 8 ]  |
| Rolling Stone        | 10       | [ 9 ]  |
| Spin                 | 17       | [ 10 ] |
| Variance Magazine    | 29       | [ 11 ] |

## Po vydání
V první týden prodeje se v USA prodalo 18 000 ks (37 000 ks po započítání streamů), tím mixtape debutovala na 8. příčce žebříčku Billboard 200 a na 5. příčce žebříčku Top R&B/Hip-Hop Albums.

## Seznam skladeb
| Pořadí         | Název                                                        | Hudba                                                 | Text | Délka |
| -------------- | ------------------------------------------------------------ | ----------------------------------------------------- | --- | ----- |
| 1.             | Wyclef Jean                                                  | TM88 · Supah Mario                                    | Jeffery Williams · Bryan Simmons · Jonathan Priester                                                                                             | 3:56  |
| 2.             | Floyd Mayweather (ft. Travis Scott, Gucci Mane a Gunna)      | Jeffery · TM88 · Wheezy · Goose · Billboard Hitmakers | Williams · Simmons · Wesley Glass · Devante Wilkes · Eduardo Burgess, Jr. · Jonathan De La Rosa · Javin Andrews · Jacques Webster · Radric Davis | 6:01  |
| 3.             | Swizz Beatz                                                  | Wheezy                                                | Williams · Glass | 3:16  |
| 4.             | Future Swag                                                  | TM88 · Supah Mario                                    | Williams · Simmons · Priester | 2:45  |
| 5.             | RiRi                                                         | Billboard Hitmakers                                   | Williams · Burgess, Jr. · De La Rosa | 4:04  |
| 6.             | Guwop (ft. Quavo, Offset a Young Scooter)                    | Wheezy · TM88 · Cassius Jay                           | Williams · Glass · Simmons · Joshua Cross · Quavious Marshall · Kiari Cephus · Kenneth Bailey                                                    | 5:15  |
| 7.             | Harambe                                                      | Billboard Hitmakers                                   | Williams · Burgess, Jr. · De La Rosa | 3:10  |
| 8.             | Webbie (ft. Duke)                                            | Billboard Hitmakers                                   | Williams · Burgess, Jr. · De La Rosa · Arnold Martinez                                                                                           | 3:55  |
| 9.             | Kanye West (ft. Wyclef Jean)                                 | Wheezy · Cassius Jay                                  | Williams · Glass · Cross · Wyclef Jean | 5:41  |
| 10.            | Pick Up the Phone (s Travis Scott (ft. Quavo) (Bonus track)) | Vinylz · Frank Dukes · Ritter · Dean                  | Williams · Webster · Marshall · Allen Ritter · Brittany Hazzard · Anderson Hernandez · Adam Feeney · Michael Dean                                | 4:12  |
| Celková délka: | Celková délka:                                               | Celková délka:                                        | Celková délka: | 42:15 |

## Mezinárodní žebříčky
| Země                     | Umístění |
| ------------------------ | -------- |
| Belgie                   | 77       |
| Kanada                   | 19       |
| Nizozemsko               | 54       |
| Nový Zéland              | 5        |
| UK Albums Chart          | 149      |
| US Billboard 200         | 8        |
| US Billboard R&B/Hip-Hop | 5        |
| US Billboard Rap         | 3        |